# 九輪草
九輪草（學名：Primula japonica）是報春花科報春花屬多年生草本植物，原產日本。